# Glen Burnie
Glen Burnie – jednostka osadnicza w Stanach Zjednoczonych, w stanie Maryland, w hrabstwie Anne Arundel. Przedmieście Baltimore.

## Demografia
Według danych pięcioletnich z 2020 roku, 54,4% mieszkańców stanowili biali (51,9% nie licząc Latynosów), 25,3% to Czarni lub Afroamerykanie, 4,3% Azjaci, 8,6% deklarowało przynależność do dwóch lub więcej ras i 0,5% to rdzenna ludność Ameryki. Latynosi stanowili 12,4% ludności miasta.